# Puente del Alamillo

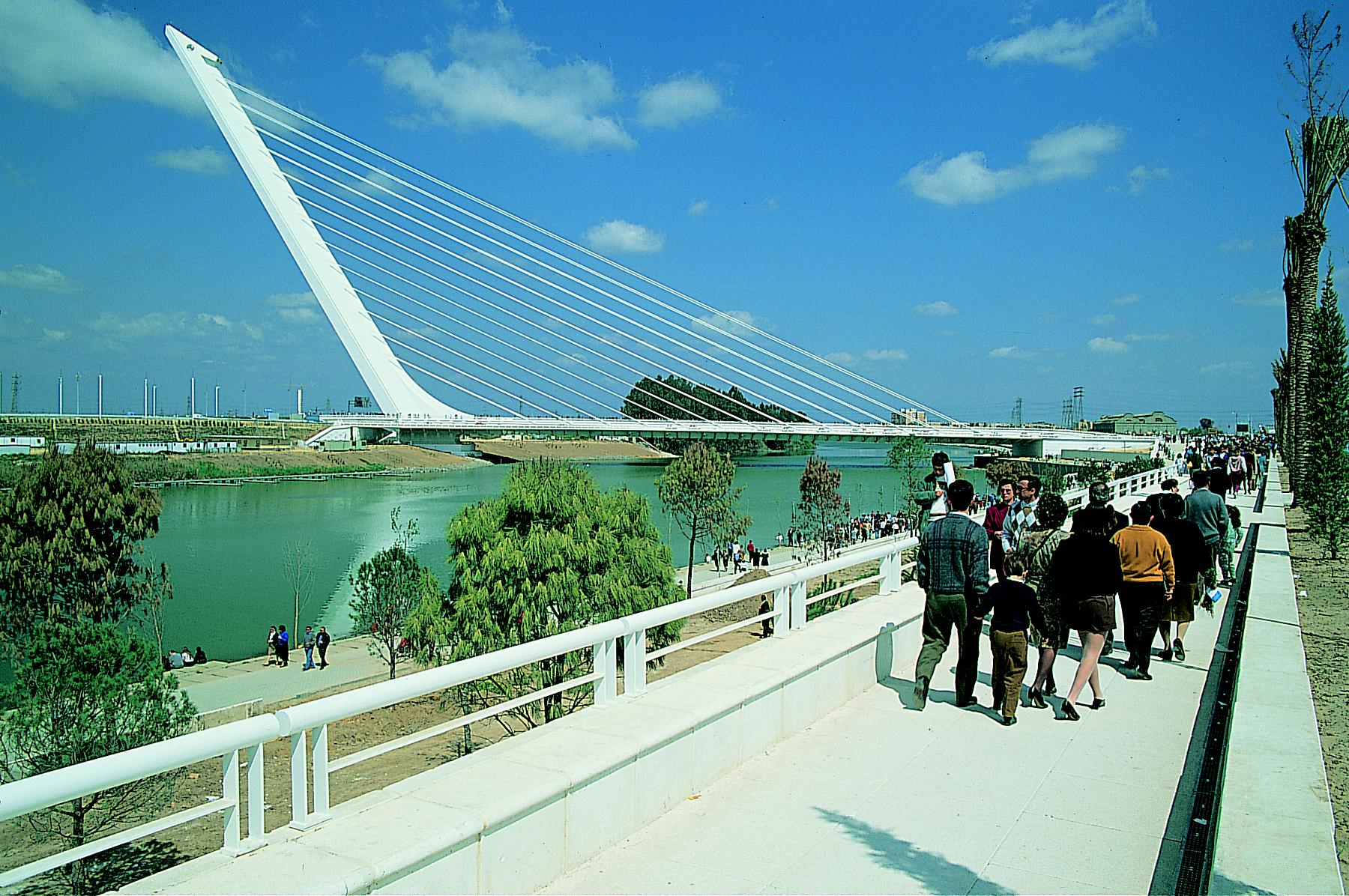
Most Alamillo

Puente del Alamillo (Most Alamillo) – most podwieszany w Sewilli rozpięty nad rzeką Gwadalkiwir. Zbudowany został przez hiszpańskiego inżyniera i architekta Santiaga Calatravę. Budowa mostu rozpoczęła się w roku 1989, a zakończona została w roku 1992.
Wybudowany został, by utworzyć połączenie z opustoszałą wyspą La Cartuja, na której zaplanowano organizację Expo 92.
Jest to wspornikowy most podwieszony z pojedynczym pylonem stanowiącym przeciwwagę dla przęsła o długości 200 metrów z dwudziestoma sześcioma, różnej długości, linami stalowymi ułożonymi w pary po dwóch stronach środkowej kładki.